# أوريستا (برشلونة)
بلدية أوريستا (بالكاتالانية: Oristà) هي إحدى بلديات مقاطعة برشلونة، والتي تقع في منطقة كاتالونيا، شرق إسبانيا.
يبلغ عدد سكانها 586 نسمة وفقاً لإحصائية سنة (2007).